# Spanische Niederlande
Der historische Begriff Spanische Niederlande bezeichnet das Gebiet der heutigen Niederlande, Belgiens und Luxemburgs (BeNeLux) sowie des französischen Départements Nord zur Zeit der spanischen Herrschaft. Die Spanischen Niederlande bestanden als Besitz der Spanischen Krone von der Erbteilung der österreichischen und spanischen Habsburger 1556 bis zur Übergabe an das Haus Österreich 1714. Nach 1581 wurden sie, ebenso wie später die Österreichischen Niederlande, auch als Südliche oder Habsburgische Niederlande bezeichnet, wobei unter diesen Begriffen auch das Hochstift Lüttich und andere reichsfreie Länder einbegriffen sind, die niemals zu den Spanischen oder Österreichischen Niederlanden gehörten. Nach dem Dreißigjährigen Krieg 1648 und der Unabhängigkeit der Republik der Sieben Vereinigten Provinzen (Vereinigte Niederlande) bezieht sich der Begriff nur noch auf den Südteil.

## Ära Karls V. (1515/1522 bis 1556)
Die Übernahme der Burgundischen Niederlande in die Hoheit des Königreichs Spanien datiert im Erbteilungsvertrag von Brüssel 1522 zwischen Kaiser Karl V. und seinem Bruder Ferdinand (später als Ferdinand I. ebenfalls Kaiser), der das Haus Habsburg in die Österreichische und Spanische Linie zerfallen ließ. Nach der Abdankung Karls im Jahr 1556 fielen diese Länder endgültig formal an die Spanische Krone. Die Verwaltung wurde aber geteilt, weil das Gebiet im Heiligen Römischen Reich lag. Nach 1500 hatte Maximilian I. für das Valois-Burgundische Erbe den Burgundischen Reichskreis geschaffen. Fremdherrschaften waren innerhalb der Grenzen des Heiligen Römischen Reiches jedoch nicht gerne gesehen, sodass österreichische Habsburger zeitweise die Statthalterei übernahmen.
Karls Herrschaft war eine Blütezeit der Niederlande. Er erwarb Overijssel und die Utrechter Stiftslande (1517), kaufte Albrechts Sohn Georg von Sachsen seine Rechte auf Friesland ab und erlangte 1538 auch Groningen und 1543 Gelderland zurück, sodass er die 17 Provinzen Brabant, Limburg, Luxemburg, Gelderland, Flandern, Artois, Hennegau, Holland, Zeeland, Namur, Zütphen, Ost- und Westfriesland, Mechelen, Utrecht, Overyssel und Groningen unter seinem Zepter vereinigte.
Der in Gent geborene Karl galt den Niederländern als ihr Landsmann und ließ sich auch gern so nennen. In seinem Weltreich konnten die Niederländer ungehindert Gewerbe treiben und gewannen einen großen Teil des Welthandels, als dessen Mittelpunkt Antwerpen gelten konnte. Daneben blühten ebenso Ackerbau, Viehzucht und Fischerei, Künste und Wissenschaften. Auch die politische Verschmelzung machte Fortschritte: In Mechelen wurde ein oberstes Gericht sowie eine Rechenkammer für die Niederlande errichtet. Ungeheure Summen (40 Millionen Dukaten für einen Krieg) zog Karl – nicht ohne Widerstand – aus den Bewilligungen der Generalstaaten. 1540 unterwarf er nach einem Steuerstreit gewaltsam seine Geburtsstadt Gent und raubte ihr fast alle städtischen Freiheiten. Nachdem Artois und Flandern von der französischen Lehnshoheit befreit und die nordöstlichen Provinzen vom Westfälischen Kreis losgelöst worden waren, schuf Karl durch zwei Maßnahmen die Voraussetzung ihrer allmählichen Eigenständigkeit:
- Der Augsburger Vertrag 1548 vereinigte die 17 Provinzen zu einer staatsrechtlichen Einheit, dem nur lose mit dem Heiligen Römischen Reich verbundenen Burgundischen Kreis.
- Die Pragmatische Sanktion 1549 bestimmte, dass sie immer vereinigt und von einem Fürsten beherrscht sein sollten.

Die Reformation begann in den Niederlanden zuerst im reichen Antwerpen 1519 mit Jacob Praepositus, dem Prior des Augustiner-Klosters, das der Kaiser 1523 abreißen ließ. Vor der Hinrichtung konnte der enthobene Prior fliehen, ebenso 1522 sein Nachfolger Heinrich von Zütphen. Zwei Mönche, van Esschen und Voss, wurde 1523 auf dem Scheiterhaufen verbrannt, aus Luthers Sicht die ersten lutherischen Märtyrer. Gegen die protestantische Bewegung, die sich in der calvinistischen Form von Doornik (Pierre Brully, 1545 verbrannt) und Valenciennes (Guido de Brès, 1567 gehenkt) aus verbreitete, während im Norden der Niederlande anfangs lange das Täufertum in der von Menno Simons gelehrten Form dominierte, versuchte Karl durch harte Verfolgung einzuschreiten. Dazu gehörte das berüchtigte Blutplakat 1550. 

## Achtzigjähriger Krieg (1568 bis 1648), Selbständigkeit der Niederlande
Der durch Despotismus und kirchlichen Verfolgungseifer seines Nachfolgers Philipp II. hervorgerufene Achtzigjährige Krieg trennte das Land nach vergeblichen Versuchen, die politische Einheit der nördlichen und der südlichen der Siebzehn Provinzen aufrechtzuerhalten. Zu den Ursachen gehörte auch die Bistumsreform von 1559, die unter der Führung des neu eingesetzten Erzbischofs von Mecheln Granvelle über alte Rechte hinweg die katholische Kirche zentralisierte und die Klöster den Bistümern inkorporierte (z. B. die reiche Abtei Affligem). Dem Adel wurden viele Pfründen entzogen. Die Spannungen entluden sich im Bildersturm 1566 gegen die katholischen Kirchen vieler Städte.
Die sieben nördlichen Provinzen konstituierten sich durch die Utrechter Union (Januar 1579) als protestantische Republik, die sich 1581 als Republik der Sieben Vereinigten Provinzen endgültig für unabhängig erklärte. Die Herrschaft der Spanier über den Süden, der zum Teil katholisch geblieben war, wurde dabei durch die Eroberung Antwerpens (17. August 1585) und die Gegenreformation auf Dauer gefestigt.
Kurzzeitig selbständig waren die Spanischen Niederlande zwischen 1598 und 1621, nachdem Philipp II. das Land an seine Tochter Isabella Clara Eugenia und deren Gemahl Albrecht VII. von Österreich abgetreten hatte. Durch seinen Kunstsinn und seine tolerante Politik trug das Paar nicht unwesentlich dazu bei, die Einwohner der südlichen Niederlande für die spanische Herrschaft zu gewinnen. Nach dem Tod des kinderlosen Albrecht fiel das Land allerdings vertragsgemäß wieder an Spanien. Nach dem Tode ihres Ehemannes 1621 regierte Isabella Clara Eugenia, von Philipp IV. als Statthalterin eingesetzt, allein weiter. Sie wird heute als politische Mitgestalterin und Landesmutter der spanischen Niederlande erinnert. 
In dem fast ununterbrochenen Krieg Spaniens mit den Niederlanden gelang weder ersterem die Wiederunterwerfung der abgefallenen Provinzen, noch letzteren die Befreiung der spanisch gebliebenen. Nur Teile von Flandern, Brabant, Geldern und Limburg fielen als die sogenannten Generalitätslande an die Republik der Niederlande, als im Westfälischen Frieden 1648 die Spanischen Niederlande endgültig von der Republik getrennt wurden. Die verbliebenen südlichen Niederlande sind der Vorläuferstaat des heutigen Belgien.

## Eroberungskriege Ludwigs XIV. (1654 bis 1697)
Spanien konnte die Schließung der Schelde durch die Holländer nicht verhindern, was die Hafenstadt Antwerpen und damit den Süden vom Seehandel vollständig aussperrte. In den Eroberungskriegen Frankreichs unter Ludwig XIV. dienten die Spanischen Niederlande dem spanischen Mutterland fast immer als Kriegsschauplatz und Entschädigungsobjekt. Im Pyrenäenfrieden (1659) trat Spanien unter anderem die Grafschaft Artois, Gravelines, Landrecy, Thionville, Le Quesnoy und Montmédy an Frankreich ab. Die im Devolutionskrieg von den Franzosen gemachten Eroberungen trennten unter anderem Lille, Charleroi, Oudenaarde und Kortrijk ab. Während diese Gebiete zwar im Nimwegener Frieden (1679) teils wieder an die Spanischen Niederlande zurückfielen, mussten andere Gebietseinbußen (beispielsweise Valenciennes, Nieuwpoort, Cambrai, Saint-Omer, Ypern und Charlemont) hingenommen werden, die im Frieden von Rijswijk von 1697 nur teilweise kompensiert werden konnten.

## Spanischer Erbfolgekrieg (1701 bis 1714)
Durch die Friedensschlüsse von Utrecht und Rastatt (1713 und 1714), die dem auch auf niederländischem Gebiet ausgefochtenen Spanischen Erbfolgekrieg ein Ende machten, fielen die südlichen Niederlande an Österreich und hießen fortan Österreichische Niederlande.